# Stabburselva
Stabburselva (samiska: Rávttošjohka; finska: Rautusjoki) är en norsk flod som rinner genom Stabbursdalen nationalpark i Porsanger kommun. 
Älven är laxförande i de nedre 2,5 milen och har ett fint laxfiske.

## Geografi
Floden rinner upp norr om Finnmark fylkes största insjö Iešjávri på Finnmarksvidda. I den övre delen har den många förgreningar och bildar flera vattendrag. Öster om den ligger det karga bergspartiet Gaissene. Efter Stabbursvannet rinner den norrut i en öppen dal innan den cirka 20 km från Porsangerfjorden fortsätter genom en mäktig kanjon, Rávttošavži, med lodräta väggar och stora rasmarker. Sedan vidgar sig dalen till ett terrasslandskap innan den mynnar i Porsangerfjorden norr om Stabbursnes.
Stabburselva rinner genom världens nordligaste tallskog med upp till 500 år gamla träd.

## Fiske
I Stabburselva kan man fiska lax, havsöring, fjällröding och öring. Det finns också gädda och lake. På senare tid har man även fångat puckellax, medan fjällrödingen är på tillbakagång och därför fridlyst.
Floden är känd som en av Norges bästa laxvatten och för sin storvuxna lax på upp till rekordet på 29 kg. Den största fjällrödingen var på 12 kg, mot normala 1,5-2 kg.